# Negovski Vrh
Negovski Vrh (Duits: Negauberg) is een plaats in Slovenië en maakt deel uit van de gemeente Benedikt in de NUTS-3-regio Podravska.